# Mulini di Pontemanco
I Mulini di Pontemanco sono due edifici storici presenti nel Borgo di Pontemanco, località del comune di Due Carrare situato nella Provincia di Padova, nel Veneto.
Situato in una posizione geografica peculiare, il sito dei mulini di Pontemanco a Due Carrare riveste un'importanza storica notevole, sia per il suo ruolo preminente nell'antichità come centro molitorio, sia per il fatto di ospitare il mulino più antico dell'Italia settentrionale. Quest'ultimo è stato ufficialmente riconosciuto come un monumento di particolare interesse dal Ministero per i Beni e le Attività Culturali. Questo mulino idraulico, eretto lungo la riva destra del canale Biancolino, è stato costruito in epoca medievale come parte integrante della deviazione del Canale Battaglia. Quest'ultimo, un'importante arteria fluviale che collega le città di Padova, Monselice ed Este, ha svolto un ruolo cruciale nel trasporto e nel commercio della regione.

## Storia
La località di Pontemanco lega la sua storia alla presenza dei due mulini che hanno finito di funzionare solo nel secondo dopoguerra. I due opifici, posti uno di fronte all'altro nei pressi del canale Biancolino, arrivarono ad avere ben dodici ruote.
Due documenti risalenti al XV secolo, conservati presso l'Archivio di Stato di Padova, forniscono informazioni dettagliate sulla topografia e sulla storia di Pontemanco durante quel periodo. Si tratta di mappe realizzate rispettivamente nel 1466 e nel 1477, le quali descrivono la divisione delle proprietà ereditate da Marco Morosini tra i suoi discendenti. Questi documenti, redatti su pergamena con inchiostro bruno e colori ad acquerello, sono ritenuti importanti per comprendere l'evoluzione urbanistica del territorio. Originariamente parte del dominio dei signori Da Carrara, la regione passò sotto il controllo della Repubblica di Venezia nel 1405, per poi essere acquisita dalla famiglia Morosini tramite un'asta pubblica. 
L'area di Pontemanco conobbe un significativo sviluppo dopo la costruzione dei mulini, grazie alla bonifica e all'industrializzazione. L'importanza dell'acqua per il funzionamento dei mulini è evidenziata dal ruolo cruciale del canale Biancolino, deviato dal canale di Battaglia e Mezzavia per confluire nel canale Cagnola. Quest'ultimo fu innalzato per migliorare la navigazione, deviando le acque del Rialto verso un percorso sottostante a Pigozzo. I mulini di Pontemanco utilizzavano la forza motrice generata dal dislivello tra il canale di Battaglia e il Biancolino.
Le mappe del XV secolo mostrano dettagli fondamentali come il tratto di dislivello del Biancolino e le strutture dei mulini. La chiusa, che regolava il flusso d'acqua, fu adeguata per soddisfare le esigenze dell'industria molitoria. L'attività molitoria ha avuto un impatto significativo sulla morfologia del territorio, evidenziato dalle trasformazioni rappresentate nelle mappe, come la costruzione di abitazioni in muratura. La chiusa, strumento chiave per regolare il flusso d'acqua, è stata migliorata e adattata alle esigenze dei mulini nel corso del tempo.
Gli unici veri "antagonisti" dei mulini di Pontemanco furono i mulini di Mezzavia, posti a monte dello stesso canale, cosicché potevano controllare il flusso d'acqua a proprio interesse. Grandi furono le battaglie per il diritto d'acqua tra i due mulini, sulle quali sul finire del XIX secolo ebbe a sentenziare il Re. Nel 1971 il mulino di sinistra fu distrutto da un incendio doloso. Da allora, l’attività molitoria cessò .

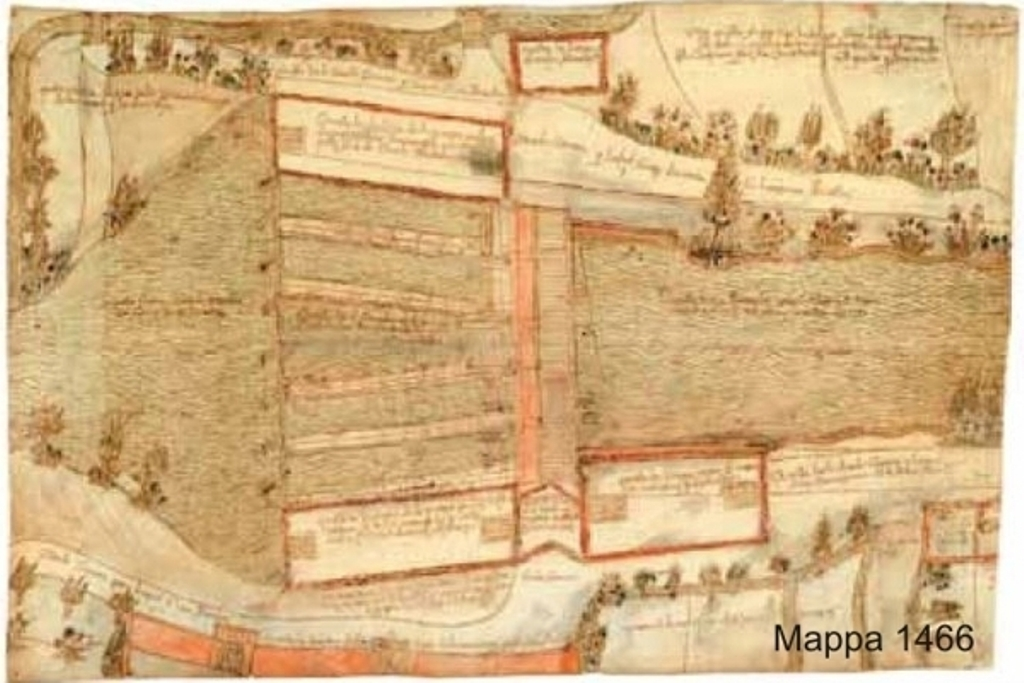
Mappa storica del Borgo di Pontemanco del 1466
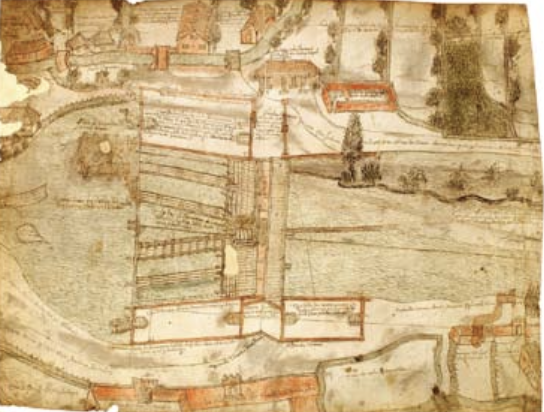
Mappa storica del Borgo di Pontemanco del 1477

## Descrizione

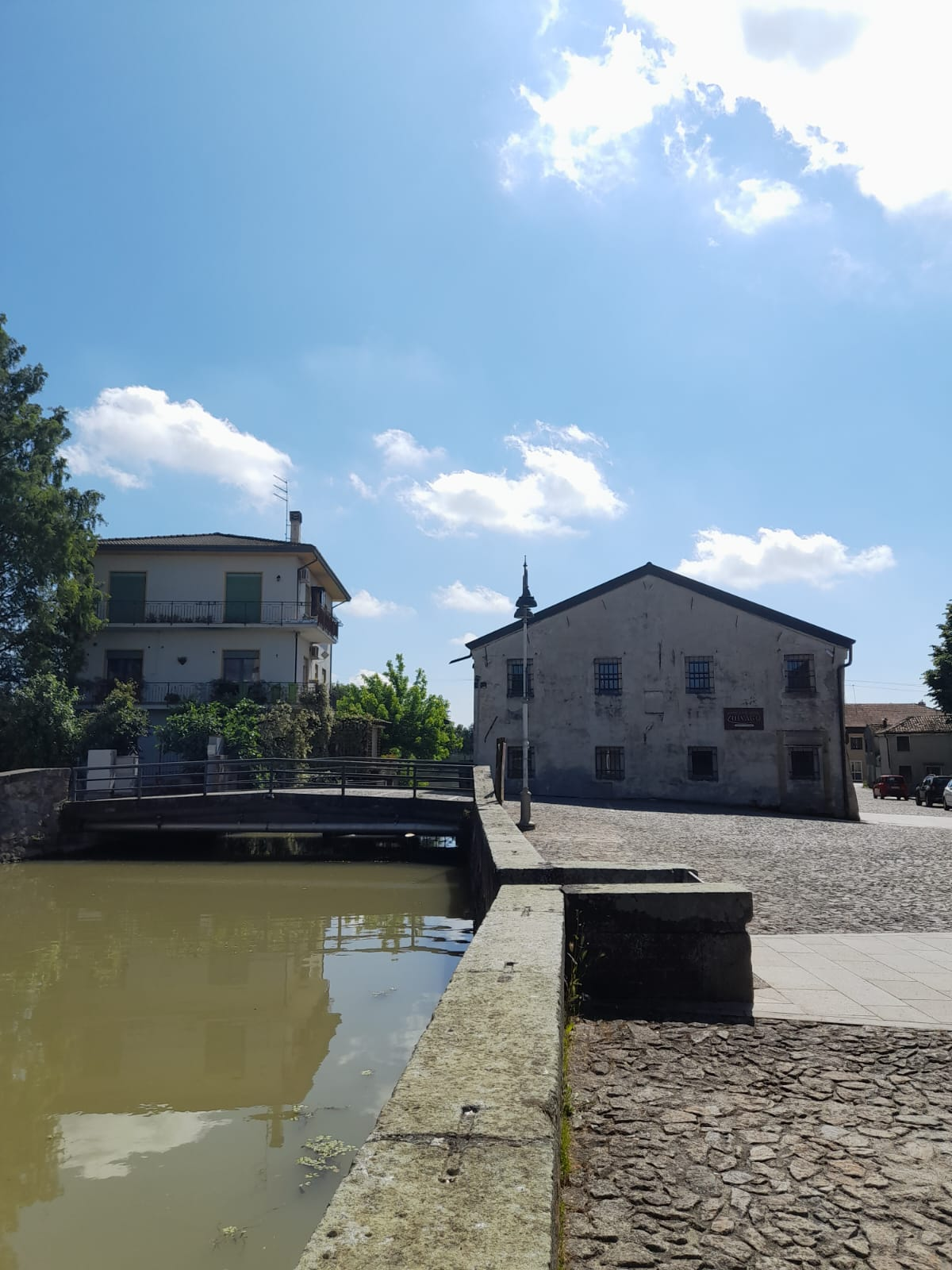
Veduta del Mulino con il canale Biancolino

I Mulini di Pontemanco sono mulini storici risalenti al medioevo e sono posizionati lungo il Canale Biancolino. La loro presenza ha avuto un ruolo significativo nello sviluppo economico e sociale della zona, in quanto erano utilizzati per la macinazione dei cereali, un'attività fondamentale per la produzione alimentare locale. La fonte più antica in cui si parla dei Mulini è il testamento di Marsilio da Carrara nel 1338. Successivamente, con l’acquisto dei mulini da parte della famiglia Morosini nel 1405 i mulini iniziarono un processo di ampliamento. Si passò, dal 1406 al 1539 nell’avere, da 4 ruote ben 12 ruote. Mulini di tale importanza avevano bisogno di attività indotte che includevano vari artigiani, che dovevano essere presenti con le loro famiglie, ed è così che il territorio del borgo si sviluppò in un vero e proprio centro proto industriale. 

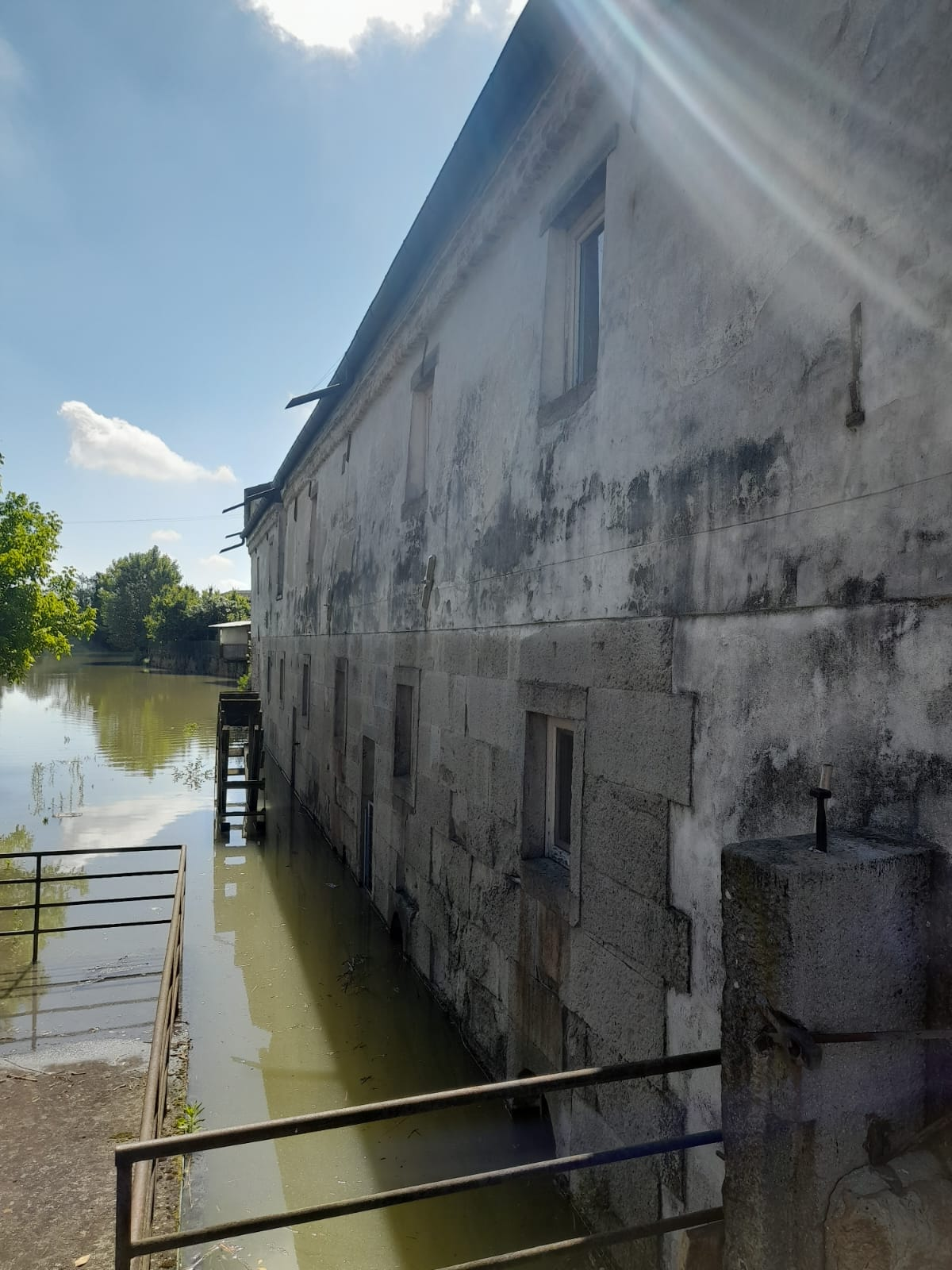
Il Mulino di Pontemanco con la sua ruota
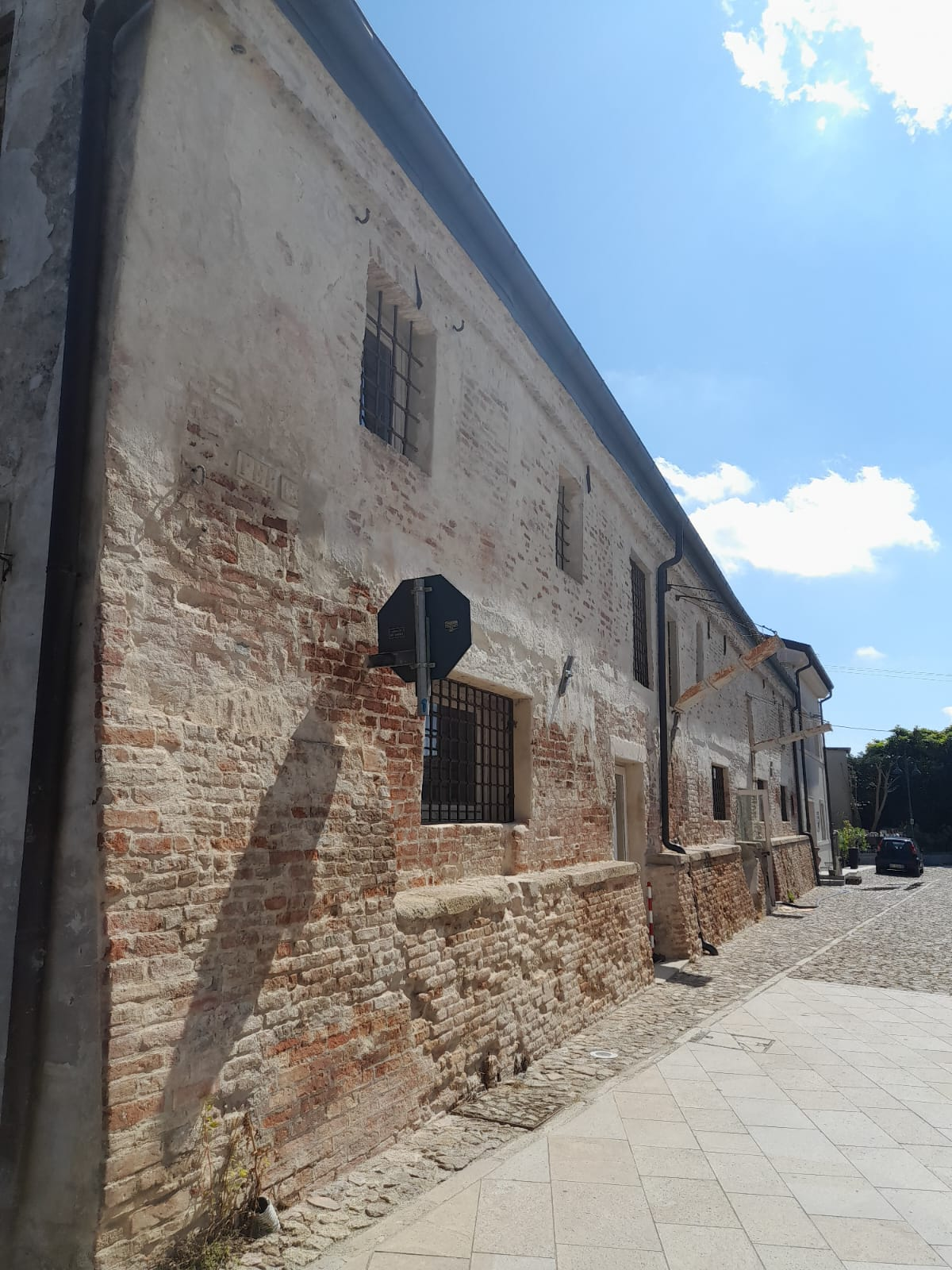
Lato opposto alla ruota dell'edificio del Mulino
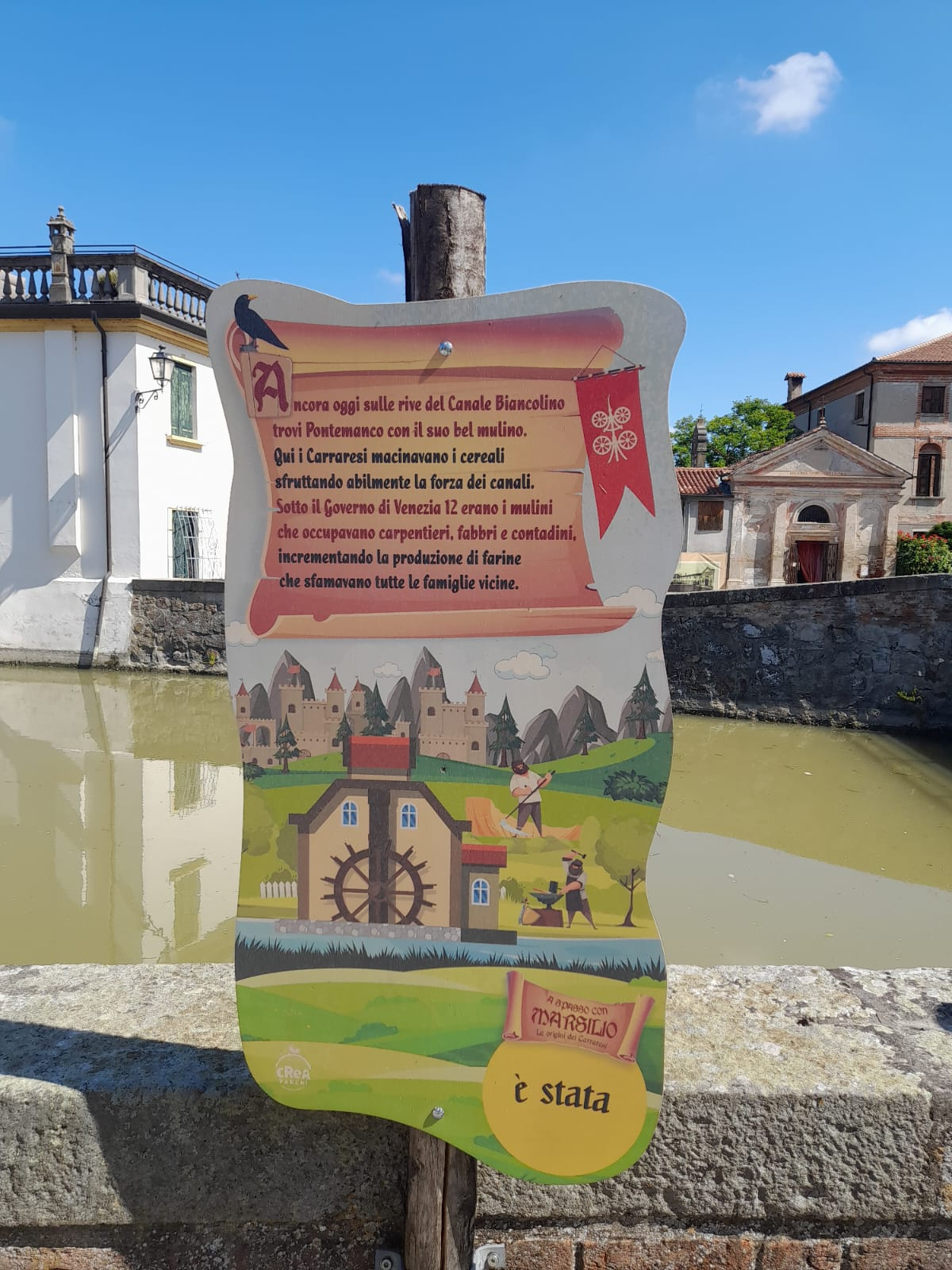
Cartellonistica esplicativa della storia del Mulino
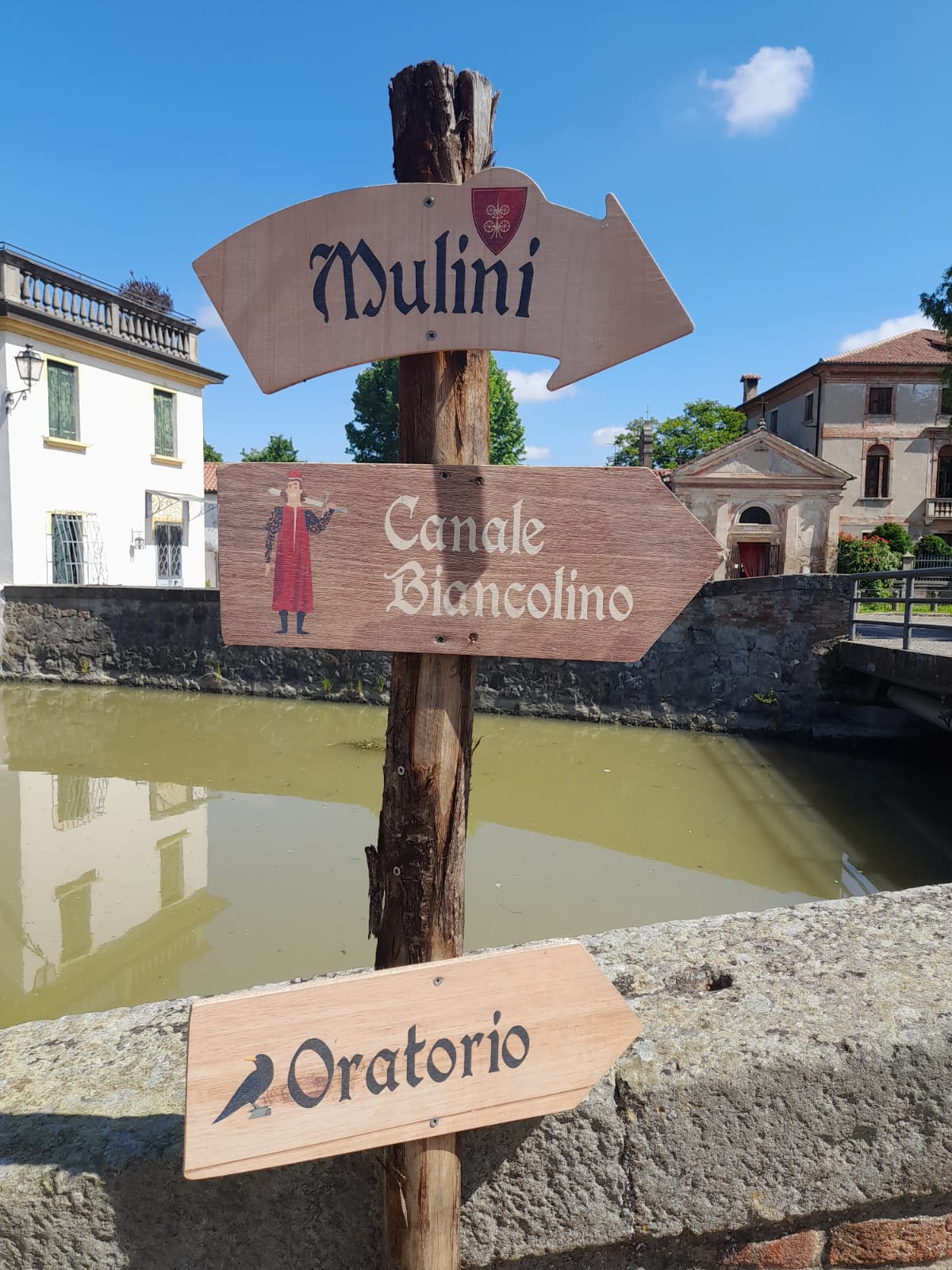
Cartelloni indicativi